# Раевское муниципальное образование
Раевское муниципальное образование — сельское поселение в Ивантеевском районе Саратовской области Российской Федерации.
Административный центр — село Раевка.

## История
Статус и границы сельского поселения установлены Законом Саратовской области от 29 декабря 2004 года № 114-ЗСО «О муниципальных образованиях, входящих в состав Ивантеевского муниципального района».

## Население
| 2010  | 2011  | 2012  | 2013  | 2014  | 2015  | 2016  |
| ----- | ----- | ----- | ----- | ----- | ----- | ----- |
| 1134  | ↘1130 | ↘1129 | ↘1124 | ↘1108 | ↘1078 | ↘1054 |
| 2017  | 2018  | 2019  | 2020  | 2021  |       |       |
| ↗1066 | ↗1067 | ↘1050 | ↘1022 | ↘1003 |       |       |

## Состав сельского поселения
| № | Населённый пункт | Тип населённого пункта       | Население |
| - | ---------------- | ---------------------------- | --------- |
| 1 | Арбузовка        | село                         | ↘531      |
| 2 | Раевка           | село, административный центр | ↘513      |
| 3 | Тополек          | железнодорожная станция      | ↗90       |